# NGC 2353
NGC 2353是一个位于麒麟座的疏散星团，视星等为7.1，直径约为20弧分。NGC 2351星群位于NGC 2353东南方向19弧分处。